# Chetryrus l-notatus
Chetryrus l-notatus là một loài bọ cánh cứng trong họ Endomychidae. Loài này được Strohecker miêu tả khoa học năm 1959.